# Vidua obtusa
Vidua obtusa  (лат.) — вид птиц из семейства вдовушковых.

## Распространение
Африка южнее Сахары от Анголы до Уганды, Танзании и Мозамбика.

## Описание
Длина тела самца во время брачного сезона может достигать 31—36 см за счет длинного хвоста. Длина тела самца вне этого сезона, а также самки составляет 14-15 см. Вес самок около 19.5 г. На голове у самца (вне сезона размножения) чёрные и белые полосы. Самка подобна самцу вне брачного сезона.

## Биология
Эти птицы являются гнездовыми паразитами. Хозяин — Pytilia afra, песне которого они подражают. Яйца белые.
МСОП присвоил виду охранный статус LC.